# One (dibujante)
ONE (Prefectura de Niigata, Japón, 29 de octubre de 1986) es el seudónimo utilizado por el dibujante japonés, principalmente conocido por ser el creador de los webcómics One Punch-Man y Mob Psycho 100. Su obra, One Punch-Man, más tarde sería adaptada al manga por Yūsuke Murata. One serializa One Punch-Man en su propio sitio web, mientras que el manga es serializado en la versión en línea de la revista Weekly Young Jump. A su vez, Mob Psycho 100 es serializada en la página en línea de la Shūkan Shōnen Sunday, llamada Ura Sunday.
En diciembre de 2015, se estimó que su página web recibe más de 100.000 visitas al día, habiéndose registrado más de 70 millones de visitas totales.
One nació en la Prefectura de Niigata, pero creció en la ciudad de Kōnosu, Saitama.

## Primeros años de vida
One creció en Saitama y Niigata. Mientras One vivía con sus abuelos en Niigata, sus padres le compraron una serie de manga llamada Crayon Shin-chan creada por Yoshito Usui.

## Carrera
En julio de 2009, comenzó a publicar una versión corta de One Punch-Man en Shintosha, un sitio web de publicación de historietas. Más tarde comenzó a subir irregularmente One Punch-Man a su página web FC2 el 3 de julio de 2009. Debido a su ambiente humorístico y su historia, One Punch-Man se hizo popular en Japón.
One declaró que el protagonista principal de One Punch-Man, Saitama, se inspiró en su tierra natal, así como en Crayon Shin-chan de Yoshito Usui, que One leía a menudo durante su infancia. Además del nombre del personaje, el estilo de dibujos de One está influenciado por Crayon Shin-chan, que se presenta en un formato de paneles múltiples con un enfoque en el contenido humorístico.
Además, One tenía un interés especial en crear un protagonista que ya se había convertido en el más fuerte del mundo, lo que le permitió concentrarse en una perspectiva diferente del trasfondo y la narración. One dijo que "golpear a menudo es bastante inútil contra los problemas de la vida. Pero dentro del universo de One Punch-Man, hice de Saitama una especie de persona que era capaz de adaptar su vida al mundo que lo rodeaba, solo armado con su inmenso poder. El los únicos obstáculos que enfrenta son cosas mundanas, como quedarse sin dinero". Antes de que One decidiera convertirse en un artista de manga a tiempo completo, se tomó varias pausas para actualizar el webcomic, incluida una pausa de un año debido a circunstancias familiares en febrero de 2010 y una pausa de dos años después de lanzar el capítulo 109 en enero de 2017. En 2010, debido a asuntos familiares y financieros, One decidió conseguir un trabajo de tiempo completo, lo que puso a One Punch-Man en suspenso con planes de regresar al año siguiente y dedicar su tiempo únicamente a escribir manga.
El artista de manga Yūsuke Murata estaba interesado en el trabajo de One. Murata finalmente se acercó a One y la pareja acordó permitirle a Murata volver a dibujar One Punch-Man; la pareja también escribió dos manga cortos, "Dangan Tenshi Fanclub" y "Angry Warrior", que recibieron comentarios positivos.

### Publicación de la adaptación
La adaptación fue publicado por el sitio web Tonari no Young Jump de Shueisha. Usando las conexiones de Murata en la industria, One logró hacer un trato editorial favorable con Shueisha, lo que motivó a One a publicar capítulos de la serie con más frecuencia. One Punch-Man también ganó popularidad a partir de su adaptación al anime, transmitida en diciembre de 2015, con una segunda temporada que se estrenó en abril de 2019. [cita requerida] También se está desarrollando una adaptación cinematográfica de acción en vivo de One Punch-Man.

## Estilo
El estilo artístico y la fluidez de línea de One son notablemente deficientes en comparación con otros artistas de manga. Sin embargo, su uso del espacio, el guion gráfico ordenado, el ritmo de la historia y su método para expresar el movimiento son únicos entre otros artistas de manga.
Las tres obras más famosas de One, One Punch-Man, Mob Psycho 100 y Makai no Ossan, comparten la estructura de líneas argumentales impulsadas por los personajes sobre la historia. Los protagonistas de One son a menudo aquellos que tienen personalidades directas y, a menudo, están en desacuerdo con la sociedad japonesa tradicional.

## Obras
| Título                | Año           | Editor/es            | Notas                                    | Ref.   |
| --------------------- | ------------- | -------------------- | ---------------------------------------- | ------ |
| One Punch-Man         | 2009–presente | Autopublicado        | Webcomic                                 |        |
| Angry Warriors        | 2012          | Shueisha             | Con Yūsuke Murata                        | [ 6 ]  |
| Makai no Ossan        | 2012–2013     | Shueisha             |                                          | [ 7 ]  |
| Mob Psycho 100        | 2012–2017     | Shogakukan           | Manga                                    |        |
| One Punch-Man         | 2012–presente | Shueisha             | Manga remake, dibujado por Yūsuke Murata |        |
| Cockroaches Buster    | 2015          | Square Enix          | con Yūsuke Murata                        | [ 8 ]  |
| Bullet Angel Fan Club | 2017          | Jump Comics          | con Yūsuke Murata                        | [ 9 ]  |
| Reigen                | 2018–2019     | Shogakukan           | Spin-off de Mob Psycho 100               | [ 10 ] |
| Versus                | 2023-         |                      | con Auzma Kyoutaro                       |        |
| Bug Ego               | 2023-         | Young Jump Daiichiwa | con Kiyoto Shitara                       |        |

## Premios y nominaciones
| Año  | Premio                      | Categoría                                        | Trabajo / Nominado                     | Resultado |
| ---- | --------------------------- | ------------------------------------------------ | -------------------------------------- | --------- |
| 2014 | 7th Manga Taishō            | Manga                                            | One Punch-Man                          | Nominado  |
| 2015 | 26th Eisner Award           | Best US Edition of International Material — Asia | One Punch-Man (published by Viz Media) | Nominado  |
| 2016 | 28th Harvey Award           | Best American Edition of Foreign Material        | One Punch-Man (published by Viz Media) | Nominado  |
| 2016 | 2nd Sugoi Japan Award       | Manga                                            | One Punch-Man                          | Ganador   |
| 2017 | 62nd Shogakukan Manga Award | Shōnen                                           | Mob Psycho 100                         | Ganador   |